# Urho Vaakanainen
Urho Vaakanainen, född 1 januari 1999, är en finländsk professionell ishockeyback som spelar för New York Rangers i NHL.
Han har tidigare spelat på NHL-nivå för Boston Bruins och Anaheim Ducks i NHL, samt på lägre nivåer för Providence Bruins i AHL samt Esbo Blues, JYP och SaiPa i Liiga.
Vaakanainen draftades i första rundan i 2017 års draft av Boston Bruins som 18:e spelare totalt.

## Statistik
| 2015–2016    | Esbo Blues        | Liiga        | 25  | 1 | 5  | 6  | 8  | —  | — | — | — | — |
| 2016–2017    | JYP               | Liiga        | 41  | 2 | 4  | 6  | 12 | 14 | 0 | 3 | 3 | 2 |
|              | JYP-Akatemia      | Mestis       | 3   | 0 | 1  | 1  | 29 | —  | — | — | — | — |
| 2017–2018    | SaiPa             | Liiga        | 43  | 4 | 7  | 11 | 24 | 9  | 0 | 1 | 1 | 0 |
| 2018–2019    | Boston Bruins     | NHL          | 1   | 0 | 0  | 0  | 0  | —  | — | — | — | — |
|              | Providence Bruins | AHL          | 6   | 0 | 2  | 2  | 0  | —  | — | — | — | — |
| NHL totalt   | NHL totalt        | NHL totalt   | 1   | 0 | 0  | 0  | 0  | —  | — | — | — | — |
| Liiga totalt | Liiga totalt      | Liiga totalt | 109 | 7 | 16 | 23 | 44 | 23 | 0 | 4 | 4 | 2 |

### Internationellt
| Källa: Uppdaterad: 2018-10-21 | Källa: Uppdaterad: 2018-10-21 | Källa: Uppdaterad: 2018-10-21 |         | Utv = Utvisningsminuter | Utv = Utvisningsminuter | Utv = Utvisningsminuter | Utv = Utvisningsminuter | Utv = Utvisningsminuter |
| År                            | Lag                           | Mästerskap                    | Matcher | Mål                     | Assists                 | Poäng                   | Utv                     |                         |
| ----------------------------- | ----------------------------- | ----------------------------- | ------- | ----------------------- | ----------------------- | ----------------------- | ----------------------- | ----------------------- |
| 2016                          | Finland                       | U18-VM                        | 7       | 1                       | 2                       | 3                       | 6                       |                         |
| 2016                          | Finland                       | Ivan Hlinka                   | 4       | 0                       | 1                       | 1                       | 2                       |                         |
| 2017                          | Finland                       | U18-VM                        | 5       | 3                       | 3                       | 6                       | 2                       |                         |
| 2017                          | Finland                       | JVM                           | 6       | 1                       | 0                       | 1                       | 4                       |                         |
| 2018                          | Finland                       | JVM                           | 5       | 0                       | 1                       | 1                       | 2                       |                         |
| Junior totalt                 | Junior totalt                 | Junior totalt                 | 27      | 5                       | 7                       | 12                      | 16                      |                         |